# Famille Oppenheimer (Afrique du Sud)
Pour les articles homonymes, voir Oppenheimer.
La famille Oppenheimer est une dynastie d'entrepreneurs miniers et de magnats du diamant sud-africaine d'origine ashkénaze allemande, fondatrice de la holding britannique Anglo American. Elle est l'un des principaux actionnaires de De Beers.

## Personnalités
- Sir Bernard Oppenheimer (13 février 1866 – 13 juin 1921), magnat du diamant et philanthrope.
- Sir Ernest Oppenheimer (2 mai 1880 – 25 novembre 1957), entrepreneur minier, magnat du diamant et de l'or, financier et philanthrope, frère de Bernard Oppenheimer.
- Harry Frederick Oppenheimer (28 octobre 1908 - 19 août 2000), homme d'affaires sud-africain, fils d'Ernest Oppenheimer.
- Nicholas Oppenheimer (8 juin 1945), ancien président de De Beers, fils d'Harry Oppenheimer.